# Charny (Seine-et-Marne)
Charny ist eine französische Gemeinde mit 1584 Einwohnern (Stand 1. Januar 2022) im Département Seine-et-Marne in der Region Île-de-France. Der Ort befindet sich zehn Kilometer westlich von Meaux.

## Sehenswürdigkeiten
Siehe auch: Liste der Monuments historiques in Charny (Seine-et-Marne)
- Kirche Saint-Léger, erbaut 1782

## Weblinks

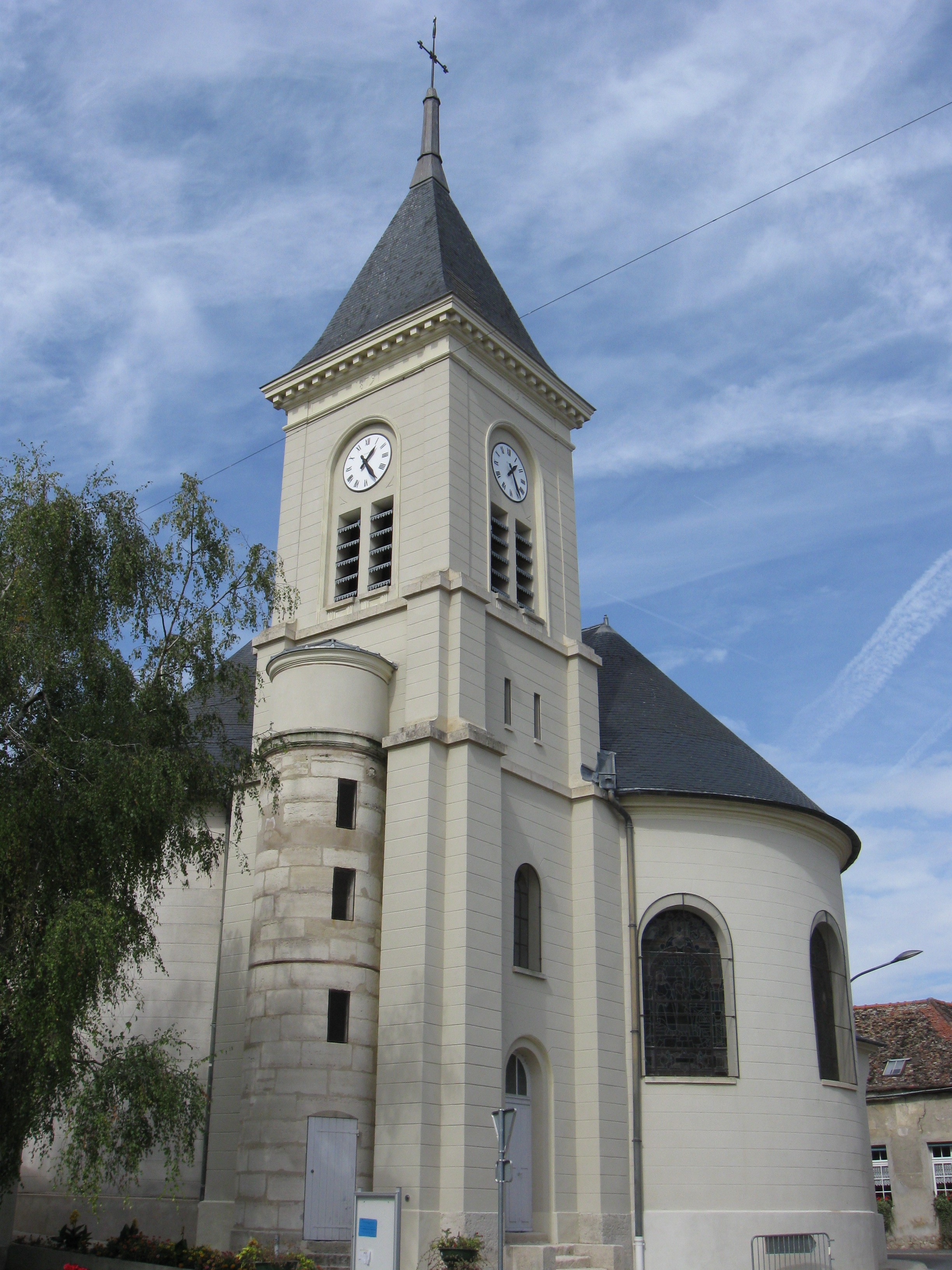
Kirche Saint-Léger